# Bagno (roślina)
Bagno (Ledum) – takson z rodziny wrzosowatych, wyróżniany tradycyjnie przez długi czas jako rodzaj, ale od początku lat 90. XX wieku, z powodu zagnieżdżenia w obrębie rodzaju różanecznik Rhododendron, klasyfikowany do tego rodzaju jako subsekcja Ledum w obrębie sekcji Rhododendron i podrodzaju Rhododendron. Obejmuje 3-7 gatunków (w zależności od ujęcia systematycznego) rosnących na obszarach chłodnych i arktycznych półkuli północnej. We florze Polski reprezentowany przez jeden gatunek – bagno zwyczajne Ledum palustre ≡ Rhododendron tomentosum. Jest to także gatunek typowy dla taksonu (rodzaju lub podsekcji).

## Systematyka
Rodzaj Ledum opisany przez Linneusza w 1753 roku jest tradycyjnie wyodrębniany przez systematyków i utrwalony w piśmiennictwie na tyle mocno, że wciąż bywa obecny w literaturze naukowej mimo zagnieżdżenia w obrębie rodzaju różanecznik Rhododendron. Pozycja filogenetyczna zaliczanych tu roślin dowiedziona została w latach 90. XX wieku, kiedy to takson Ledum zdegradowany został do rangi subsekcji. Mimo to wciąż w wielu publikacjach rodzaj bywa wyodrębniany, np. na liście flory polskiej z 2020 roku.
Wykaz gatunków zaliczanych do rodzaju wg The Plant List (pierwsza nazwa naukowa) i aktualna nazwa naukowa wg Plants of the World (druga nazwa naukowa):
- Ledum columbianum Piper ≡ Rhododendron columbianum (Piper) Harmaja
- Ledum decumbens (Aiton) Lodd. ex Steud. ≡ Rhododendron tomentosum Harmaja
- Ledum glandulosum Nutt. ≡ Rhododendron columbianum (Piper) Harmaja
- Ledum macrophyllum Tolm. ≡ Rhododendron tolmachevii Harmaja
- Ledum maximum (Nakai) A.P. Khokhrjakov & M.T. Mazurenko ≡ Rhododendron tomentosum Harmaja
- Ledum palustre L. = Rhododendron tomentosum Harmaja – bagno zwyczajne